# Henri-Alfred Jacquemart

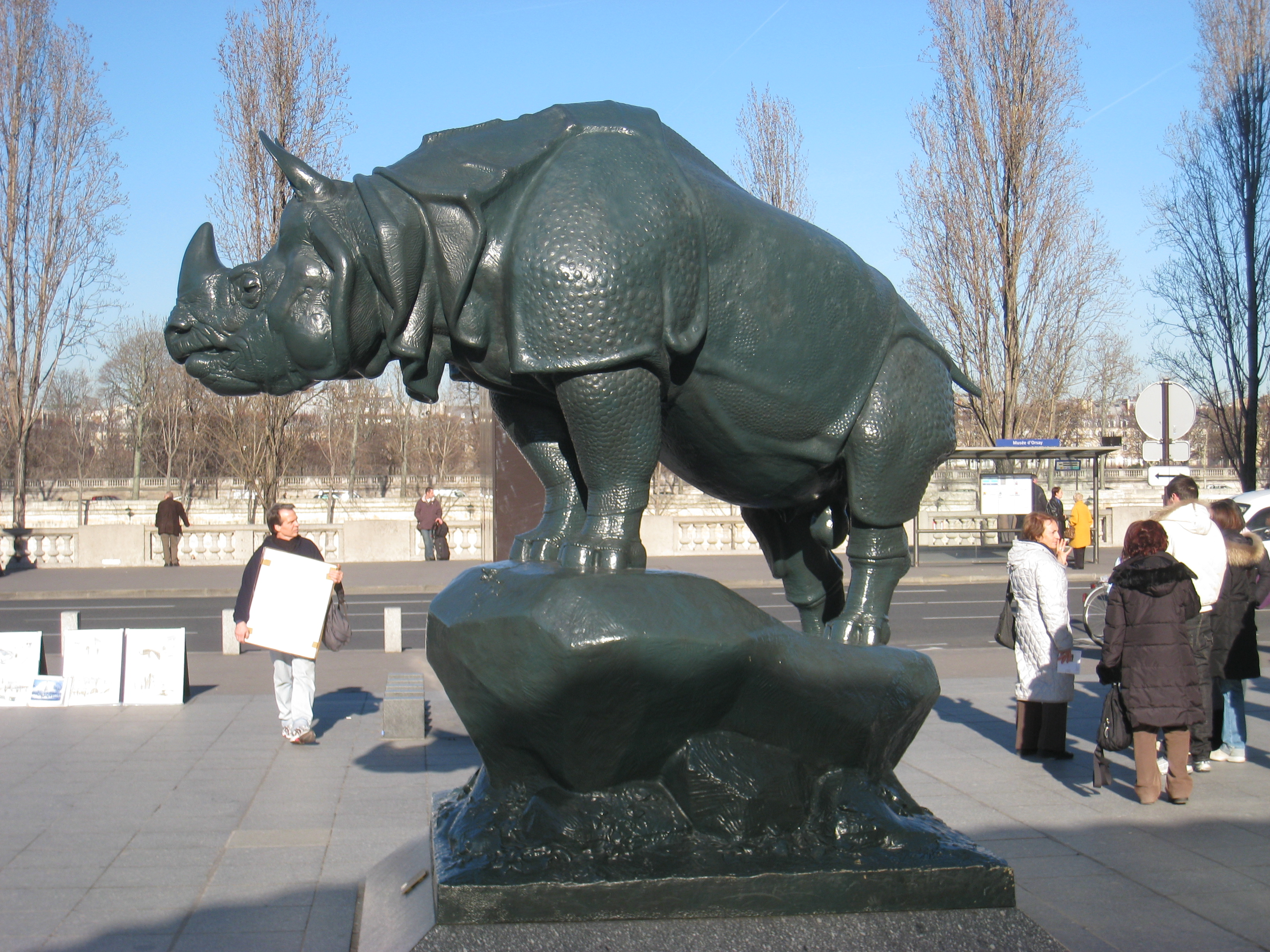
Socha nosorožce u Musée d'Orsay

Henri-Alfred Jacquemart (24. února 1824 Paříž – 4. ledna 1896 tamtéž) byl francouzský sochař, který vytvářel především sochy zvířat.

## Výběr z díla
- Pro světovou výstavu 1878 v Paříži vytvořil z litiny sochu nosorožce, která byla umístěna u kašny před palácem Trocadéro. V roce 1935 byla přenesena na jiné místo poblíž Porte de Saint-Cloud a v roce 1985 přesunuta před Musée d'Orsay.
- Sfingy na fontáně Palmier v Paříži podle návrhu architekta Gabriela Daviouda.
- Osm lvů na fontáně Château d'eau na náměstí Place Félix-Éboué v Paříži.
- Dva draci na fontáně Saint-Michel v Paříži.
- Bronzoví lvi v Jardin des plantes v Paříži.
- Socha místokrále Muhammada Alího (1769–1849) v Alexandrii v Egyptě.
- Čtyři lvi původně strážící sochu místokrále byli přesunuti k oběma stranám mostu Kasr Al Nil v Káhiře.
- Socha Sulejmana Paši (1788–1860) v Káhiře.
- Socha Muhammada Laze beje v Káhiře.